# گشادی مردمک
گشادی مردمک یا گشاد مردمک یا میدریاسیس (به انگلیسی: mydriasis) حالتی است که در آن مردمک چشم‌ها در اثر برخی آسیب‌ها یا در نتیجه مصرف بعضی از داروها (آتروپین، سیکلوپنتولات و …) گشاد می‌شود. عامل یا دارویی که این تأثیر را بر مردمک‌ها دارد را گشادکنندهٔ (به انگلیسی: mydriatic) می‌نامند.
حالت عکس گشادی مردمک را مردمک‌تنگی Miosis می‌گویند.
اندازه طبیعی مردمک بین ۳ تا ۶ میلی‌متر است و در صورتی‌که قطر آن کمتر از ۳ میلی‌متر باشد مردمک‌تنگی و بیش از ۶ میلی‌متر باشد گشادی مردمک روی می‌دهد. در ۲۰ درصد افراد طبیعی بین اندازهٔ دو مردمک کمی اختلاف (اختلاف بیش از ۳٪ میلی‌متر) وجود دارد که به آن نابرابری مردمک‌ها Anisocoria گفته می‌شود.
انقباض و انبساط ماهیچه‌های عنبیه منجر به تنگ و گشاد شدن سوراخ مردمک می‌شود. اندازهٔ مردمک‌ها توسط دو ماهیچه شامل غیر مخطط حلقوی (اسفنکتر) و شعاعی عنبیه تنظیم می‌کند. عضلهٔ اسفنکتر از پاراسمپاتیک (شاخه‌های سمپاتیک کروی) عصب می‌گیرند.

## انواع
- گشادی مردمک فلجی paralytic: مردمک‌گشادی ناشی از فلج عصب محرکهٔ مشترک چشم.
- گشادی مردمک کوری amaurotic: اختلالی که در آن مردمک چشم نابینا گشادتر از مردمک چشم بینای دیگر است.
- گشادی مردمک متناوب alternating, bounding: نوعی گشادی مردمک که به‌تناوب نخست در یک سو و سپس در سوی دیگر ظاهر می‌شود.
- گشادی مردمک تنجشی spasmodic, spastic: گشادی مردمک ناشی از تنجش ماهیچهٔ گشادکنندهٔ عنبیه یا فزونی فعالیت دستگاه هم‌حس.